# Akagi doktor
A Dr. Akagi (eredeti cím: Kanzō-sensei (カンゾー先生)) 1998-ban bemutatott japán–francia filmdráma. Rendezője Imamura Sóhei. A film sajátosságai az időnként előbukkanó japán humor, és a dzsesszes, klarinétos kísérőzene.
Bemutatója 1998. október 17-én volt Japánban.
DVD-n 2003. január 14-én jelent meg.

## Cselekménye
|  | Alább a cselekmény részletei következnek! |

A történet a második világháború vége felé játszódik Japánban, Hirosimától 150 km-re keletre, Okajama prefektúrában, egy kisvárosban. Főhőse Akagi doktor, aki vidéki körzeti orvos, ezért állandóan úton van fehér öltönyben és szalmakalapban, egyik betegtől a másikig, szó szerint futásban. A betegek egyre többen a hiányos táplálkozás következményeként kialakuló májgyulladásban szenvednek, amiben sokan meg is halnak. Az egyöntetű diagnózis miatt az orvost lenézően „Dr. Máj” néven illetik és sokan sarlatánnak tartják, hiszen mindig ugyanazt mondja: „fertőző májgyulladás”. Sokan azonban hálásak neki, amiért megmentette valamelyik családtagjukat.
Legjobb barátai és kollégái: egy alkalmi prostituált, egy alkoholista szerzetes és egy morfinfüggő sebész. A doktor egy nap befogad egy holland hadifoglyot, aki egy japán hadifogolytáborból szökött meg és az ott elszenvedett kínzásoktól igen rossz állapotban van.
A doktor legfontosabb életcéljának azt tekinti, hogy megtalálja a májgyulladás kórokozóját, ezért egy különleges mikroszkópot szerkeszt. Ennek kivitelezésében a lábadozó hadifogoly is segít. Az orvos még arra is ráveszi barátait, hogy egy frissen elhunyt beteg holttestét kiássák a temetőben, hogy megvizsgálhassa a máját. Hamarosan összeütközésbe kerül a helyi katonasággal, akik a foglyot keresik és mindenhol kémeket gyanítanak. Bár a katonák szétverik a berendezését és őt magát is összeverik, a doktor olyan szintű tudományos munkát végez, amit az ország vezető orvosai nyíltszíni tapssal köszönnek meg neki egy orvosi konferencián, ahol beszámol eredményeiről.
Helyi riválisa, egy katonaorvos nem akar neki elegendő mennyiségű szőlőcukrot biztosítani a betegei ellátásához, és hatalmát arra használja fel, hogy a helyi tisztiklubot bezárassa, mert udvarol a tulajdonosnőnek, aki azonban elutasítja.
Akagi fia a fronton harcol és az orvos egy nap arról kap hírt, hogy a fia meghalt. Akagi meggyászolja a fiát és többször rémálmai vannak vele kapcsolatban.
Szonoko, az alkalmi prostituált úgy kerül az orvoshoz, hogy apja meghal (fertőző májgyulladásban), és hogy ne kelljen a testét áruba bocsátania, az orvos maga mellé veszi asszisztensnek. Szonoko hamarosan rájön, hogy a doktor, mindenki mással ellentétben csak a betegeivel törődik, míg mások kizárólag saját magukkal. Ezért hősként tekint a doktorra, szerelmes lesz belé és többször hevesen udvarol neki. A doktor ezt nem fogadja el.
A történet végén a doktor és Szonoko egy betegtől hazafelé tartanak egy csónakban, amikor egy bálnát vesznek észre a vízben. Szonoko többször elmondta, hogy apja egyszer egyedül fogott ki egy bálnát, és ő is ezt akarja tenni, mert „megígérte” az orvosnak. Megszigonyozza a bálnát, majd a kötelet fogva vontatja magát olyan sebességgel, hogy a nadrágját lesodorja a víz. Végül kénytelen elengedni a kötelet. Szonoko (immár alul meztelenül) újból szerelmet vall az orvosnak. Eközben Hirosima irányából egy gombafelhő emelkedik az égre... Akagi doktor abban is egy máj formáját fedezi fel.
|  | Itt a vége a cselekmény részletezésének! |

## Szereposztás
- Emoto Akira – Dr. Akagi Fú
- Aszó Kumiko – Szonoko
- Kara Dzsúró – alkoholista buddhista szerzetes, Akagi doktor egyik barátja
- Szera Maszanori – morfinfüggő sebész, Akagi doktor egyik barátja
- Macuzaka Keiko – a tisztiklub tulajdonosnője
- Jacques Gamblin – holland hadifogoly

## Fogadtatás
A filmkritikusok véleményét összegző Rotten Tomatoes 94%-ra értékelte 17 vélemény alapján. Roger Ebert, a Chicago Sun-Times filmkritikusa 3 csillagot adott a lehetséges 4-ből.

## Díjak, elismerések
- 1998: Hocsi filmdíj a „legjobb színész” kategóriában – Emoto Akira
- 1998: Hocsi filmdíj a „legjobb mellékszereplőnő” kategóriában – Aszó Kumiko
- 1998: Nikkan Sports filmdíj a „legjobb színész” kategóriában – Emoto Akira
- 1999: Japán Filmakadémia díja a „legjobb színész” kategóriában – Emoto Akira
- 1999: Japán Filmakadémia díja a „legjobb mellékszereplőnő” kategóriában – Aszó Kumiko
- 1999: Kinema Junpo-díj a „legjobb színész” kategóriában – Emoto Akira
- 1999: Mainicsi filmdíj a „legjobb filmzene” kategóriában – Jamasita Jószuke
- 1999: Jokohamai Filmfesztivál, „a fesztivál díja a legújabb tehetségnek” – Aszó Kumiko